# Radiofreqüència superconductora

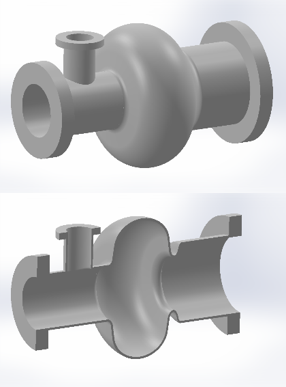
Una imatge CAD d'una cavitat de niobi de tecnologia SRF amb secció transversal, tal com s'utilitza a l'accelerador KEK-B.

La ciència i la tecnologia de radiofreqüència superconductora (SRF) implica l'aplicació de superconductors elèctrics a dispositius de radiofreqüència. La resistivitat elèctrica ultra baixa d'un material superconductor permet que un ressonador de RF obtingui un factor de qualitat extremadament alt, Q. Per exemple, és habitual per a una cavitat ressonant SRF de niobi a 1,3 GHz i  1,8 kelvins per obtenir un factor de qualitat de Q =5×1010. Un ressonador Q tan alt emmagatzema energia amb pèrdues molt baixes i ample de banda estret. Aquestes propietats es poden explotar per a una varietat d'aplicacions, inclosa la construcció d'estructures acceleradores de partícules d'alt rendiment.

## Introducció
La quantitat de pèrdua en una cavitat ressonant SRF és tan petita que sovint s'explica amb la següent comparació: Galileo Galilei (1564–1642) va ser un dels primers investigadors del moviment pèndol, una forma senzilla de ressonància mecànica. Si Galileu havia experimentat amb un 1 Ressonador Hz amb un factor de qualitat Q típic de les cavitats SRF actuals i el va deixar balancejant en un laboratori enterrat des de principis del segle XVII, aquest pèndol encara estaria oscil·lant avui amb aproximadament la meitat de la seva amplitud original.
L'aplicació més comuna de la RF superconductora és en els acceleradors de partícules. Els acceleradors solen utilitzar cavitats de RF ressonants formades o recobertes amb materials superconductors. Els camps electromagnètics s'exciten a la cavitat mitjançant l'acoblament d'una font de RF amb una antena. Quan la RF alimentada per l'antena és la mateixa que la d'un mode de cavitat, els camps ressonants augmenten a amplituds elevades. Les partícules carregades que passen per les obertures de la cavitat són després accelerades pels camps elèctrics i desviades pels camps magnètics. La freqüència de ressonància impulsada a les cavitats SRF normalment oscil·la entre 200 MHz a 3 GHz, depenent de l'espècie de partícules a accelerar.
La tecnologia de fabricació més comuna per a aquestes cavitats SRF és formar parets primes (1-3 mm) components de closca de làmines de niobi d'alta puresa mitjançant estampació. Aquests components de la carcassa es solden entre ells per formar cavitats.
A continuació es mostra un diagrama simplificat dels elements clau d'una configuració de cavitat SRF. La cavitat es submergeix en un bany d'heli líquid saturat. El bombeig elimina l'ebullició del vapor d'heli i controla la temperatura del bany. El recipient d'heli sovint es bombeja a una pressió per sota del punt lambda del superfluid de l'heli per aprofitar les propietats tèrmiques del superfluid. Com que el superfluid té una conductivitat tèrmica molt alta, fa un excel·lent refrigerant. A més, els superfluids només bullen a les superfícies lliures, evitant la formació de bombolles a la superfície de la cavitat, que provocarien pertorbacions mecàniques. Es necessita una antena a la configuració per acoblar la potència de RF als camps de la cavitat i, al seu torn, a qualsevol feix de partícules que passa. Les parts fredes de la configuració han d'estar molt ben aïllades, cosa que s'aconsegueix millor amb un recipient de buit que envolta el recipient d'heli i tots els components freds auxiliars. El sistema de contenció de la cavitat SRF complet, inclòs el recipient de buit i molts detalls no tractats aquí, és un criomòdul.

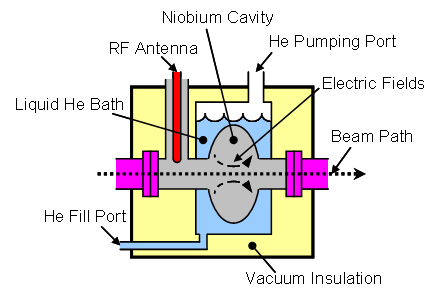
Un diagrama simplificat d'una cavitat SRF en un bany d'heli amb acoblament RF i un feix de partícules passant.

L'entrada a la tecnologia de RF superconductora pot comportar més complexitat, despeses i temps que les estratègies de cavitat de RF de conductivitat normal. SRF requereix instal·lacions químiques per als tractaments de cavitats durs, una sala neta amb baixes partícules per a l'esbandida d'aigua a alta pressió i el muntatge de components, i una enginyeria complexa per al recipient del criomòdul i la criogènia. Un aspecte molest de l'SRF és la capacitat encara esquiva de produir constantment cavitats Q elevats en una producció de gran volum, que seria necessària per a un col·lisionador lineal gran. No obstant això, per a moltes aplicacions les capacitats de les cavitats SRF proporcionen l'única solució per a una sèrie de requisits de rendiment exigents.
Hi ha disponibles diversos tractaments extensos de la física i la tecnologia SRF, molts d'ells gratuïts i en línia. Hi ha els actes de les escoles acceleradores del CERN, un article científic que ofereix una presentació exhaustiva dels molts aspectes d'una cavitat SRF que s'utilitzarà a l'International Linear Collider, conferències internacionals bianuals. sobre la superconductivitat de RF celebrada a diferents ubicacions globals en anys senars,  i tutorials presentats a les conferències.

## Aplicació de la cavitat SRF en acceleradors de partícules

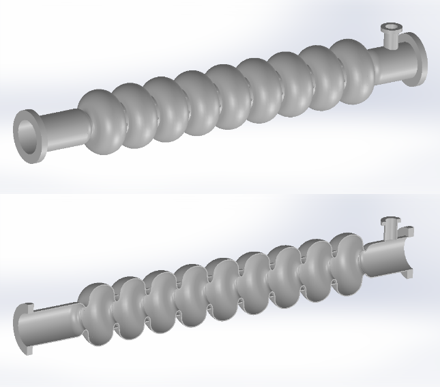
Una imatge CAD de cavitat de niobi de 9 cèl·lules amb tecnologia SRF amb secció transversal.

Una gran varietat de cavitats de RF s'utilitzen en acceleradors de partícules. Històricament, la majoria s'han fet de coure, un bon conductor elèctric, i han funcionat a temperatura ambient amb refrigeració exterior per aigua per eliminar la calor generada per la pèrdua elèctrica a la cavitat. En les últimes dues dècades, però, les instal·lacions d'acceleradors han trobat cada cop més les cavitats superconductores més adequades (o necessàries) per als seus acceleradors que les versions de coure conductores normals. La motivació per utilitzar superconductors a les cavitats de RF no és aconseguir un estalvi net d'energia, sinó augmentar la qualitat del feix de partícules que s'accelera. Tot i que els superconductors tenen poca resistència elèctrica de CA, la poca potència que dissipen s'irradia a temperatures molt baixes, normalment en un bany d'heli líquid d'1,6 K a 4,5 K, i mantenir temperatures tan baixes requereix molta energia. La potència de refrigeració necessària per mantenir el bany criogènic a baixa temperatura en presència de calor de la petita dissipació de potència de RF està dictada per l'eficiència de Carnot i pot ser fàcilment comparable a la dissipació de potència del conductor normal d'una cavitat de coure a temperatura ambient. Les principals motivacions per utilitzar cavitats de RF superconductores són:

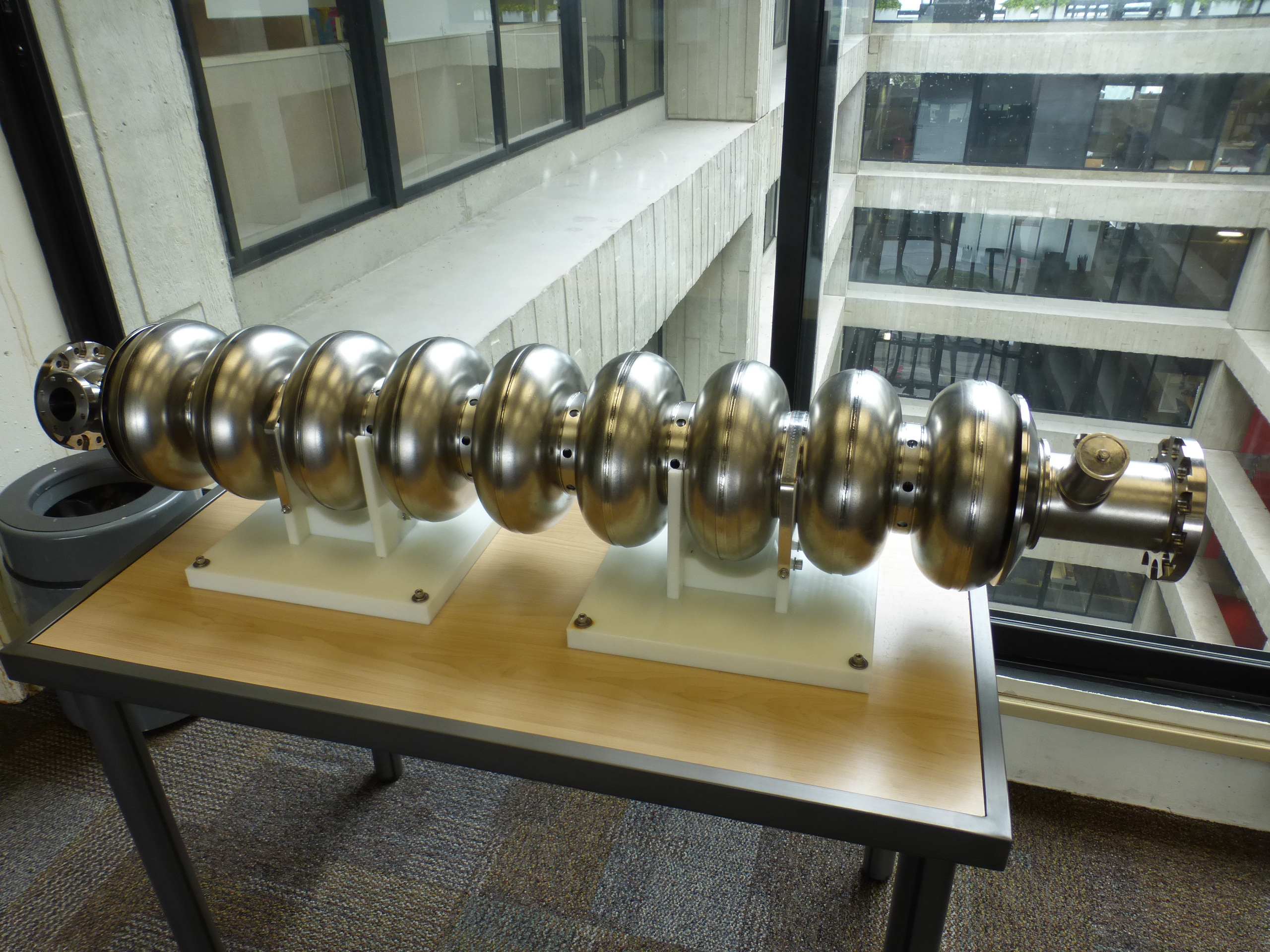
Una radiofreqüència superconductora de nou cel·les de 1,3 GHz a base de niobi que s'utilitzarà al linac principal de l'International Linear Collider

- Cicle de treball elevat o funcionament cw. Les cavitats SRF permeten l'excitació de camps electromagnètics elevats amb un cicle de treball elevat, o fins i tot cw, en règims tals que la pèrdua elèctrica d'una cavitat de coure podria fondre el coure, fins i tot amb un refredament d'aigua robust.
- Impedància del feix baix. La baixa pèrdua elèctrica en una cavitat SRF permet que la seva geometria tingui grans obertures de llum de llum alhora que manté un camp accelerat elevat al llarg de l'eix del feix. Les cavitats de conductivitat normal necessiten petites obertures de feix per concentrar el camp elèctric com a compensació de les pèrdues de potència en els corrents de paret. Tanmateix, les petites obertures poden ser perjudicials per a un feix de partícules a causa de la seva generació de camps d'estela més grans, que es quantifiquen pels paràmetres de l'accelerador anomenats "impedància del feix" i "paràmetre de pèrdua".
- Gairebé tota la potència de RF va al feix. La font de RF que condueix la cavitat només ha de proporcionar la potència de RF que absorbeix el feix de partícules que s'accelera, ja que la potència de RF dissipada a les parets de la cavitat SRF és insignificant. Això contrasta amb les cavitats de conducció normal on la pèrdua d'energia de la paret pot igualar o superar fàcilment el consum d'energia del feix. El pressupost de potència de RF és important ja que les tecnologies de font de RF, com ara un Klystron, un tub de sortida inductiu (IOT) o un amplificador d'estat sòlid, tenen costos que augmenten dràsticament amb l'augment de la potència.

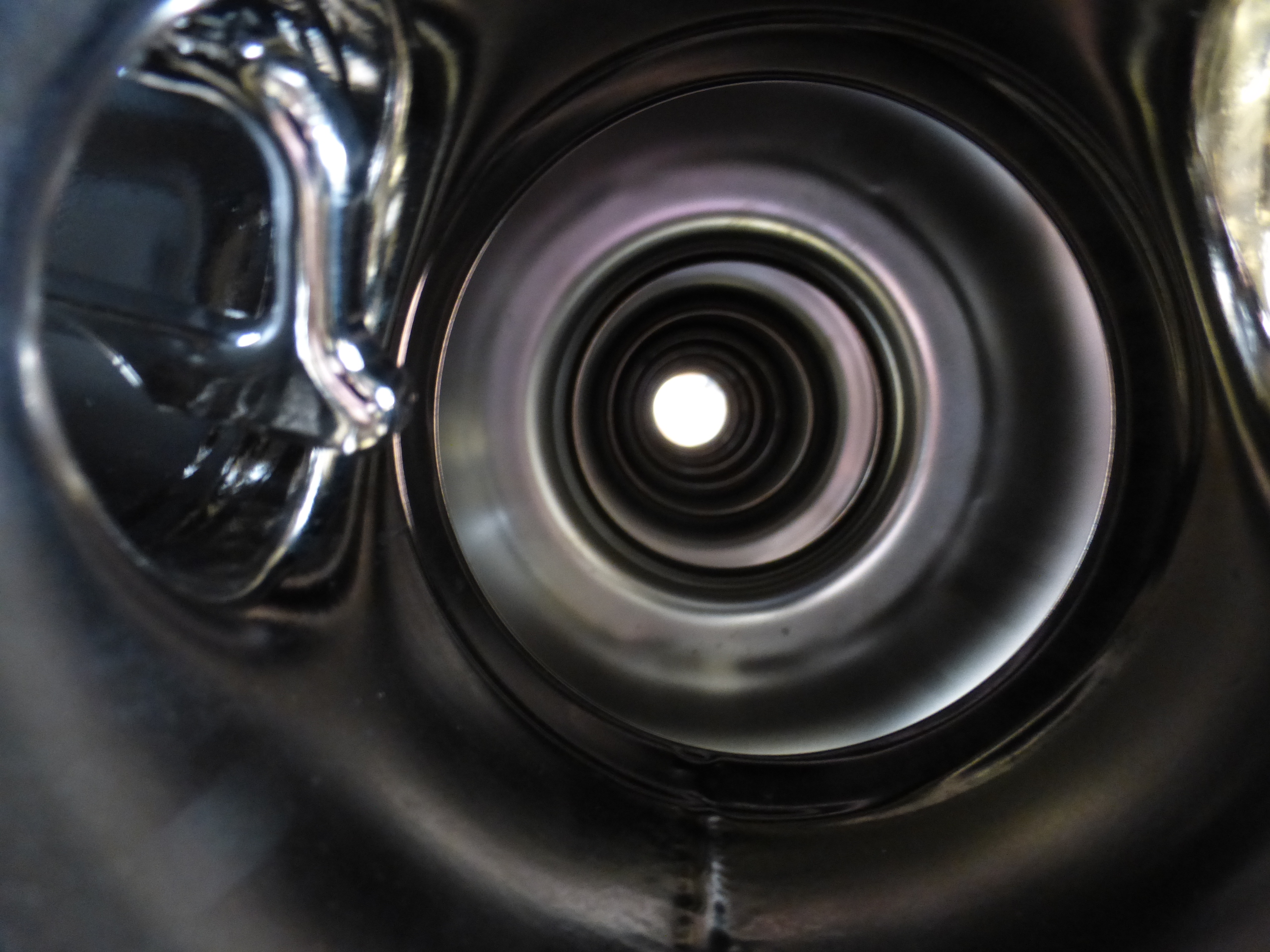
Vista en secció transversal de la cavitat de radiofreqüència superconductora de niobi al Fermilab

Quan els futurs avenços en la ciència dels materials superconductors permeten temperatures crítiques superconductores més altes Tc i, conseqüentment, temperatures més altes del bany SRF, aleshores la termoclina reduïda entre la cavitat i l'entorn circumdant podria produir un estalvi net d'energia important per SRF respecte a l'enfocament conductor normal de les cavitats de RF. Tanmateix, caldrà considerar altres problemes amb una temperatura de bany més alta, com ara el fet que la superfluidesa (que actualment s'explota amb heli líquid) no estaria present amb (per exemple) nitrogen líquid. Actualment, cap dels materials superconductors d'"alt Tc " és adequat per a aplicacions de RF. Les deficiències d'aquests materials sorgeixen a causa de la seva física subjacent, així com de les seves propietats mecàniques a granel que no són susceptibles de fabricar cavitats acceleradores. Tanmateix, dipositar pel·lícules de materials prometedors sobre altres materials de cavitat mecànicament susceptibles de proporcionar una opció viable per a materials exòtics que serveixen aplicacions SRF. Actualment, l'elecció de facto per al material SRF encara és el niobi pur, que té una temperatura crítica de 9,3 K i funciona com un superconductor molt bé en un bany d'heli líquid de 4,2 K o inferior, i té excel·lents propietats mecàniques.

## Física de cavitats SRF
La física de la RF superconductora pot ser complexa i llarga. Tot i això, algunes aproximacions simples derivades de les complexes teories poden servir per proporcionar alguns dels paràmetres importants de les cavitats SRF.
A títol de fons, alguns dels paràmetres pertinents de les cavitats de RF es detallen de la següent manera. El factor de qualitat d'un ressonador es defineix per
{\displaystyle Q_{o}={\frac {\omega U}{P_{d}}}} ,
on:
ω és la freqüència de ressonància en [rad/s],
U és l'energia emmagatzemada en [J], i
P d és la potència dissipada en [W] a la cavitat per mantenir l'energia U.
L'energia emmagatzemada a la cavitat ve donada per la integral de la densitat d'energia de camp sobre el seu volum,
{\displaystyle U={\frac {\mu _{0}}{2}}\int {|{\overrightarrow {H}}|^{2}dV}} ,
on:
H és el camp magnètic de la cavitat i
μ 0 és la permeabilitat de l'espai lliure.
La potència dissipada ve donada per la integral de les pèrdues de paret resistives sobre la seva superfície,
{\displaystyle P_{d}={\frac {R_{s}}{2}}\int {|{\overrightarrow {H}}|^{2}dS}} ,
on:
R s és la resistència superficial que es comentarà a continuació.
Les integrals del camp electromagnètic de les expressions anteriors generalment no es resolen analíticament, ja que els límits de la cavitat rarament es troben al llarg dels eixos dels sistemes de coordenades comuns. En lloc d'això, els càlculs els realitza qualsevol d'una varietat de programes informàtics que resolen els camps per a formes de cavitats no simples i, a continuació, integren numèricament les expressions anteriors.
Un paràmetre de cavitat de RF conegut com a factor de geometria classifica l'eficàcia de la cavitat per proporcionar un camp elèctric accelerat només per la influència de la seva forma, que exclou la pèrdua específica de la paret del material. El factor de geometria ve donat per
{\displaystyle G={\frac {\omega \mu _{0}\int {|{\overrightarrow {H}}|^{2}dV}}{\int {|{\overrightarrow {H}}|^{2}dS}}}} ,
i després
{\displaystyle Q_{o}={\frac {G}{R_{s}}}\cdot }